# Amblycerus canescens
Amblycerus canescens là một loài bọ cánh cứng trong họ Bruchidae. Loài này được Boheman miêu tả khoa học năm 1833.